# Carillon im Olympiapark München

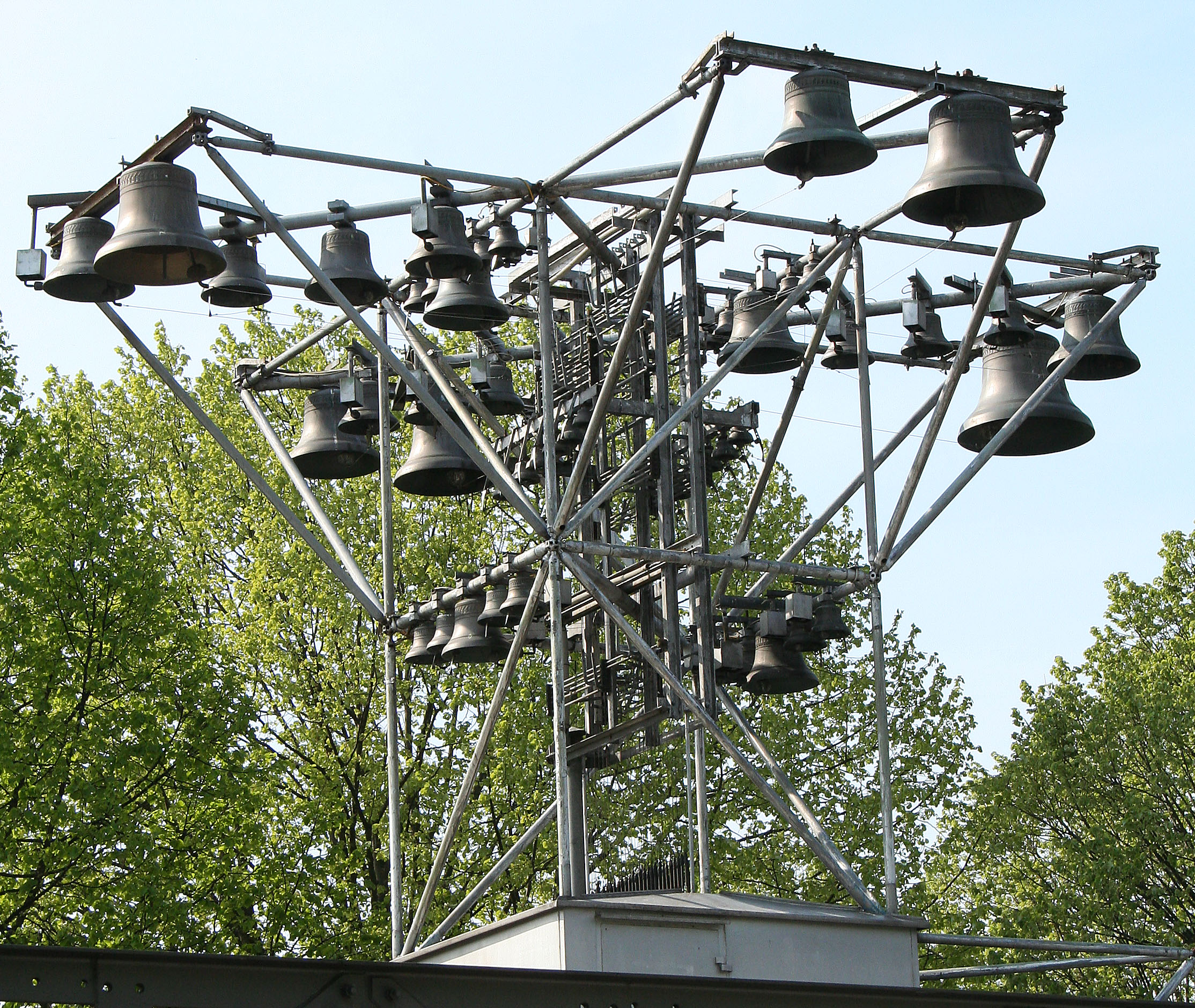
Carillon im Olympiapark

Das Carillon im Olympiapark München wurde zu den Olympischen Sommerspielen 1972 am Coubertinplatz (seit 2021: Hans-Jochen-Vogel-Platz), dem zentralen Platz im Olympiapark, errichtet. Es wurde von der niederländischen Glockengießerei Eijsbouts hergestellt und umfasst einen Tonumfang von 50 Glocken (ursprünglich 49 Glocken; 1991 Nachrüstung einer Cis-Glocke).
Seit November 2007 ist dieses Carillon wegen Restrukturierungsmaßnahmen im Olympiapark abgebaut und bei den Münchner Stadtwerken eingelagert. Geplante Wiedererrichtungen sind bisher (2020) an Lärmbeurteilungen im nahgelegenen Biergarten gescheitert.
1972 war dies das zweite Carillon in Bayern, nachdem zu diesem Zeitpunkt lediglich das Aschaffenburger Schloss Johannisburg ein Carillon besaß. Derzeit (Stand 2012) existieren in Bayern fünf funktionsfähige Carillons: neben dem genannten Instrument in Aschaffenburg beherbergen auch die Neubaukirche in Würzburg (seit 2005), die Kirche St. Martin in Illertissen (seit 2006), der Markt Weilbach im Kreis Miltenberg (seit 2006) sowie die Mariahilfkirche in München (seit 2012) ein Carillon.